# Донской 11-й казачий полк
11-й Донской казачий генерала от кавалерии графа Денисова полк

## Ранние формирования полка
Впервые Донской казачий полк под № 11 был сформирован 26 мая 1835 года на основании нового положения о Донском казачьем войске. Периодически этот полк созывался в строй и распускался на льготу, также менялся его текущий номер (в зависимости от свободного номера полка при созыве). Кроме номера в названии полка также положено было означать и имя его текущего командира.
До окончательного своего сформирования полк принимал участие в Крымской войне и Кавказских походах.

## Окончательное формирование полка
В 1873 году с Дона на внешнюю службу был вызван очередной Донской казачий № 26 полк и 27 июня 1875 года он был назван Донской казачий № 11-го полк. С этих пор полк оставался первоочередным и более на льготу не распускался.
В 1877—1878 годах полк в полном составе участвовал в русско-турецкой войне на Балканском театре, состоял в 11-й кавалерийской дивизии 11-го армейского корпуса.
С 24 мая 1894 года полк именовался как 11-й Донской казачий полк. 26 августа 1904 года вечным шефом полка был назван генерал от кавалерии граф Ф. П. Денисов и его имя было присоединено к имени полка.
В 1914—1917 годах полк принимал участие в Первой мировой войне. В июне 1915 г. полк отличился в ходе конной атаки у Олешице.

## Знаки отличия полка
- Полковое Георгиевское знамя с надписью «За отличие в сражении против Турок 4-го июня 1854 года за рекою Чолоком», пожалованное 15 марта 1855 года Донскому казачьему № 11 полку Харитонова.
- Знаки отличия на головные уборы с надписью «За отличие в Турецкую войну 1877 и 1878 годов», пожалованные 7 июля 1878 года.
- Одиночные белевые петлицы на воротнике и обшлагах нижних чинов, пожалованные 6 декабря 1908 года.

## Командиры полка
- в 1853 — 1856 — полковник Харитонов
- в 1877 — 1878 — полковник Попов
- 19.04.1879 — 10.04.1885 — полковник Иловайский, Иван Васильевич
- 08.05.1886 — 12.11.1899 — полковник А.А. Ягодин
- 20.01.1900 — 07.12.1904 — полковник Греков, Пётр Петрович
- 06.01.1905 — 17.08.1906 — полковник Леонов, Николай Алексеевич
- 26.08.1906 — 16.11.1913 — полковник Кочконогов, Григорий Иванович
- 11.12.1913 — 03.06.1915 — полковник Черячукин, Александр Васильевич
- 10.09.1915 — 10.03.1917 — полковник Ушаков, Алексей Никифорович
- 21.03.1917 — 09.09.1917 — полковник Денисов, Святослав Варламович